# Marc Muniesa
Marc Muniesa Martínez (* 27. März 1992 in Lloret de Mar, Katalonien) ist ein spanischer Fußballspieler. Der Abwehrspieler begann seine Karriere beim FC Barcelona.

## Karriere

### Verein
Muniesa spielte ab 2002 in der Jugend des FC Barcelona.
Am vorletzten Spieltag der Saison 2008/09, als der FC Barcelona bereits als Meister feststand, gab Muniesa in der Partie gegen CA Osasuna sein Debüt in der Primera División. Er wurde kurz nach der Halbzeitpause für Sylvinho eingewechselt und erhielt wenige Minuten vor Spielende nach einem Foulspiel an Antonio Hidalgo die Rote Karte. Sein Trainer Pep Guardiola echauffierte sich so sehr über den Platzverweis, dass er von Schiedsrichter Antonio Rubinos Pérez infolgedessen auf die Tribüne geschickt wurde. Wenige Tage später saß Muniesa beim 2:0-Sieg im Champions-League-Finale gegen Manchester United auf der Ersatzbank, wurde aber nicht eingesetzt.
Ab der Saison 2012/13 sollte Muniesa offiziell in den Kader der ersten Mannschaft aufrücken. In einem Testspiel beim Hamburger SV am 24. Juli 2012 erlitt Muniesa jedoch einen Kreuzbandriss und verpasste dadurch die komplette erste Saisonhälfte. Nach seiner Genesung im Februar 2013 sammelte er bis Saisonende  Spielpraxis in der zweiten Mannschaft.
Zur Saison 2013/14 wechselte Muniesa ablösefrei zu Stoke City, wo er einen Vierjahresvertrag unterschrieb. Nachdem er 2017/18 an den FC Girona ausgeliehen war, wechselte er im Sommer 2018 fest zum katalanischen Klub. Ab 2019 verbrachte er vier Jahre beim katarischen Erstligisten Al-Arabi SC, bis er im Sommer 2023 in die dänische Superliga zu Lyngby BK wechselte.

### Nationalmannschaft
Mit der spanischen U-17-Auswahl nahm der Verteidiger 2009 an der U-17-Europameisterschaft teil, scheiterte mit seiner Mannschaft aber nach drei torlosen Unentschieden bereits in der Vorrunde. Ein halbes Jahr gehörte er als Kapitän zum Aufgebot der U-17-Auswahl bei der WM in Nigeria, bei der er mit seiner Mannschaft den dritten Platz belegte. Muniesa kam in fünf Spielen zum Einsatz, im Viertelfinalspiel gegen Uruguay wurde er in der 45. Minute vom Platz gestellt.

## Erfolge und Titel
- Champions-League-Sieger: 2009
- Spanischer Meister: 2009, 2010
- Supercopa de España: 2009
- UEFA Super Cup: 2009
- U-21-Europameister: 2013